# NGC 4975
NGC 4975 (другие обозначения — MCG −1-34-2, PGC 45492) — линзообразная галактика (S0) в созвездии Дева.
Этот объект входит в число перечисленных в оригинальной редакции «Нового общего каталога».
В галактике вспыхнула сверхновая SN 1968aa. Её пиковая видимая звёздная величина составила 15.